# اوسر ویسبرگ
اوسر ویسبرگ (به لاتین: Usser Wissberg) یک کوه در سوئیس است که در کانتون گراوبوندن واقع شده‌است. اوسر ویسبرگ ۳٬۰۵۳ متر بالاتر از سطح دریا واقع شده‌است.